# Nullsoft Scriptable Install System
Nullsoft Scriptable Install System (NSIS) は、スクリプト駆動型のWindows用インストールシステム。Winampの開発元であるNullsoftがオリジナルを開発した。InstallShieldのような商用プロプライエタリ製品の代替として広く採用されるようになってきている。
NSISはいくつかの自由ソフトウェアライセンスでリリースされており、主なライセンスとしてzlib Licenseを採用している。したがって、自由ソフトウェアである。

## 歴史
NSISはWinampの配布のために開発された。Nullsoftが以前に開発したPiMP (Plugin Mini Packager) をベースにしており、SuperPiMP と呼ばれることもある。バージョン2.0a0以降SourceForgeにプロジェクトを移行し、Nullsoft以外の開発者がプロジェクトに普通に関与できるようになった。NSIS 2.0 が実際にリリースされたのはそれから約2年後である。
NSISバージョン1はいろんな意味でWindows Installerに似通っていたが、スクリプトが書きやすく、より多数の圧縮フォーマットをサポートしていた。NSISバージョン2は効率的なGUIで、LZMA圧縮、各種言語、使いやすいプラグインシステムをサポートしている。

### POSIX
バージョン2.01では、初めてPOSIXプラットフォームでのコンパイルが可能になった。これにより、Wineなどを使わなくともLinuxやFreeBSDでWindows用インストーラのクロスコンパイルが可能となっている。今のところ、x86だけをサポートしている。

## コンセプト

### スクリプト
NSISコンパイラプログラム makensis は、次の例のようなスクリプトをコンパイルしインストーラの実行ファイルを作成する。スクリプトの各行には1つのコマンドが書かれている。
```
# スクリプト例

Name
 
"Example1"

OutFile
 
"example1.exe"

InstallDir
 
"
$PROGRAMFILES
\Example1"

Page
 
Directory

Page
 
InstFiles

Section

  
SetOutPath
 
$INSTDIR

  
File
 
..
\
makensis.exe

SectionEnd

```

### ユーザインタフェース
バージョン2.0で新たに Modern UI (MUI) と呼ばれるGUIを導入した。MUIはウィザード風インタフェースを持っている。ウェルカムページ、完了ページ、言語選択ダイアログ、コンポーネントの説明エリア、従来よりも幅広いカスタマイズオプションなどをサポートしている。
```
# Modern UI のスクリプト例

!include
 
MUI.nsh

Name
 
"Example 2"

OutFile
 
"Example2.exe"

!insertmacro
 
MUI_PAGE_WELCOME

!insertmacro
 
MUI_PAGE_LICENSE
 
"license.rtf"

!insertmacro
 
MUI_PAGE_DIRECTORY

!insertmacro
 
MUI_PAGE_COMPONENTS

!insertmacro
 
MUI_PAGE_INSTFILES

!insertmacro
 
MUI_PAGE_FINISH

!insertmacro
 
MUI_LANGUAGE
 
"English"

!insertmacro
 
MUI_LANGUAGE
 
"German"

!insertmacro
 
MUI_LANGUAGE
 
"French"

Section
 
"Extract makensis"

  
SetOutPath
 
$INSTDIR

  
File
 
..
\
makensis.exe

SectionEnd

```

### プラグイン
NSISは、インストーラとやり取りできるプラグインで拡張可能である。プラグインはC言語、C++、Delphiで書くことができ、インストール時の各種タスクを実行したり、インストーラのインタフェースを拡張したりする。プラグインはNSISのスクリプトから1行で呼び出すことができる。
NSISパッケージにはいくつかのプラグインも含まれており、スプラッシュスクリーンの表示、特別なページの表示、背景に画像を表示する、ウェブサイトからのファイルのダウンロード、何らかの計算を行うもの、ファイルへのパッチ適用などのプラグインがある。
その他のプラグインはオンラインで入手可能で、ZipDLLやPythonのプラグインなどがある。

## 特徴
- オーバーヘッドが小さい (34 KB[2])
- zlib、bzip2、LZMAによる圧縮
- スクリプトベース
- 多言語対応
- プラグインサポート
- スクリプトプリプロセッサ
- その他

## NSISを使っている主な製品
| - 7-Zip - ATI製ディスプレイドライバ - BitTorrent - Blender - DivX - eMule - FileZilla - FL Studio - Foobar2000 - Google (Android SDK, Picasa, Talk) - Intel C Compiler - IrfanView | - Kaspersky AntiVirus - Line 6 Gearbox - LyX - Miranda IM - Mozilla Firefox - NASA World Wind - OpenOffice.org for Windows - Pidgin - VLCメディアプレーヤー - Winamp - 一覧はこちら |

## GUI
NSISプロジェクトはテキストファイルの編集だけで構成できるが、いくつかのサードパーティー製編集ソフトウェアもある。
- EclipseNSIS - Eclipseプラットフォーム用モジュール。NSISスクリプトの編集、コンパイル、検証が可能。
- HM NIS Edit

## インストーラ用インタフェース
Modern UIを拡張・置換する新たなインタフェースを開発するプロジェクト群が始まっている。ExperienceUIやUltraModernUIといったインタフェースは、InstallShield風の見た目を採用している。InstallSpiderUIは見た目をより簡潔にしているが、機能的にはModern UIと同等である。

## 生成インストーラ
生成したインストーラは1つのPortable Executableとなり、インストール対象ファイル群はそのインストーラにアーカイブされている。NSISインストーラ自体は34KBのオーバーヘッドであり、スクリプトは実行ファイルのコードにコンパイルされている。スクリプトがコンパイルされるため、インストーラから元のスクリプトを簡単に取り出すことはできず、リバースエンジニアリングが必要になる。
アーカイブされたインストール対象ファイル群を取り出す場合は、7-Zip、Total Commander のプラグイン "InstallExplorer"、FAR Manager 用の同名の前身が使える可能性がある。
アーカイブには以下のようなフォルダがある。
- $PLUGINSDIR : インストールルーチン用プラグイン群
- $INSTDIR : インストール中に使うファイル群
- $_OUTDIR : インストール対象ファイル群

## Unicodeサポート
NSISの公式リリースではUnicodeをサポートしていないが、Jim Park がUnicodeサポート版NSISを開発・保守している。

## NSIS Media というマルウェア
NSIS Mediaというマルウェア企業が広く知られている。NSIS MediaとNSISは名前が似ているだけで全く無関係である。このため、NSISを使ったインストーラには必ずマルウェアが含まれていると思っている人もいる。インストーラが何であれ、インターネットからのダウンロードには常に注意が必要である。
一部のアンチウイルスソフトでは、（HTTPダウンロード機能を提供する）NSISdlなどのプラグインをトロイの木馬として認識することもあった。これも間違いである。NSISはスクリプトシステムなのでマルウェアの開発にも使えるが、それがNSISの目的ではないし、そういう観点では大概のプログラミング言語にも同じことが言える。